# موسيقى الجزائر

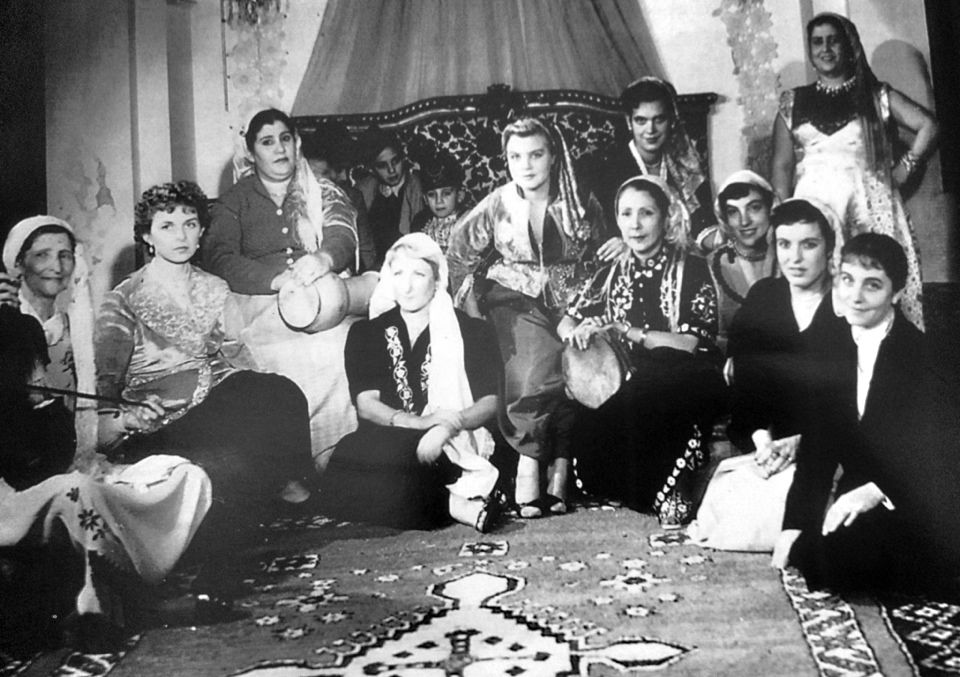
فرقة موسيقية من الجزائر العاصمة

تشمل  موسيقى الجزائر العديد من الأنماط الموسيقية المتنوعة مثل الموسيقى الأندلسية وموسيقى الشعبي والراي، والموسيقى القبائلية والقناوي والموسيقى الشاوية والسطايفية والموسيقى البدوية والنايلية والتارقية والموسيقي التيندي وظهرت في الآونة الأخيرة أنماط أخرى جديدة مثل موسيقى الزنقاوي مؤخراً، إلى جانب ما عرف منذ الاستقلال مثل الروك، والراب والريجي. كما تتميز بتنوع النص فيها والمرجعية اللغوية التي هي مزيج من العربية الفصحى والعامية الجزائرية، والفرنسية والأمازيغية إضافة إلى اللهجات الشاوية والطوارقية والصحراوية والسطايفية وغيرها.

## أنواع الموسيقى

### الموسيقى الأندلسية

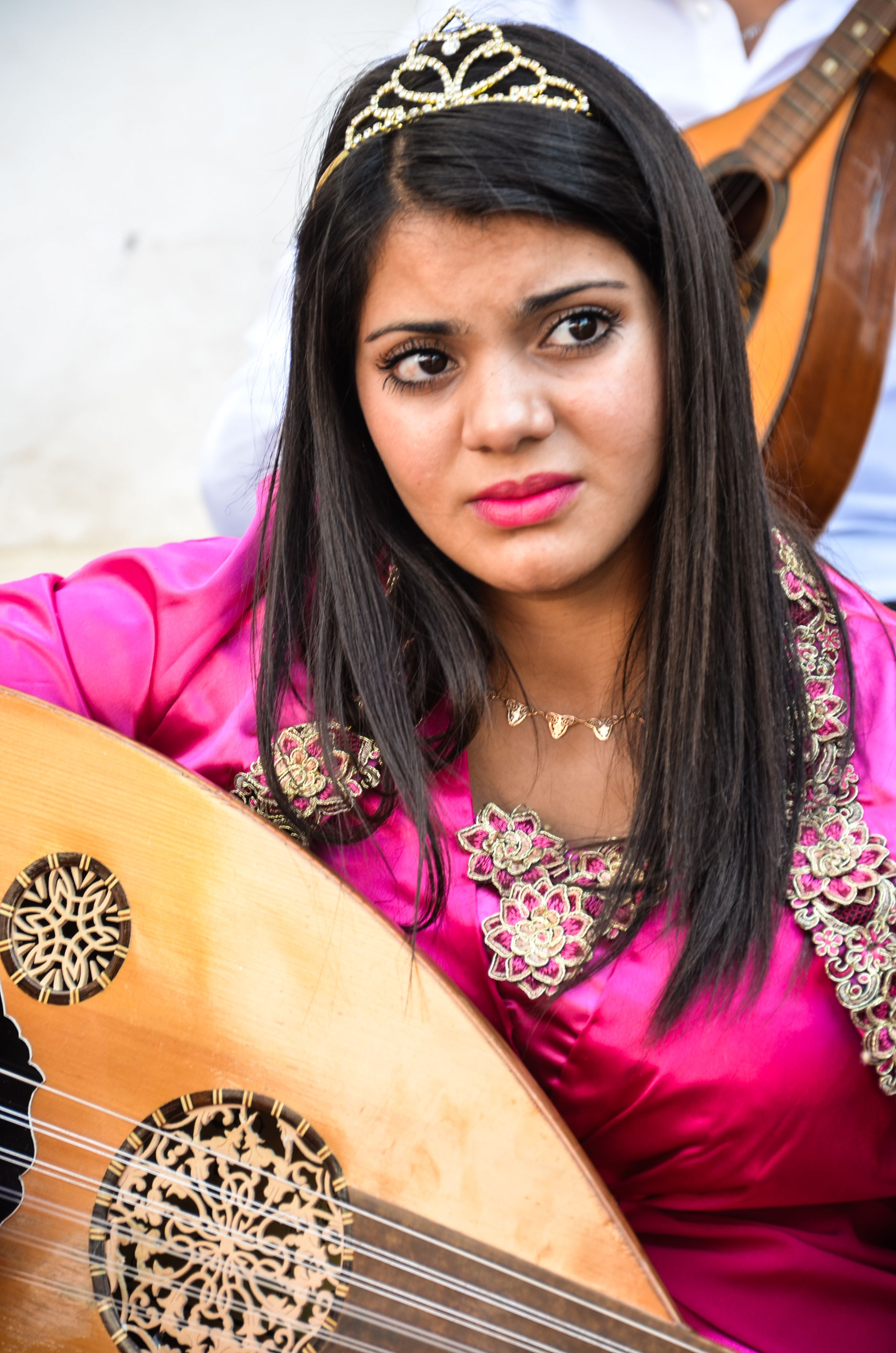
الفن الاندلسي

من الملاحظ أن مؤرخي الموسيقى الغربيين مثل جون رواني يحبذون استخدام مصطلح «الموسيقى العربية الكلاسيكية في المغرب العربي»، بدلاً عن «الموسيقى الأندلسية » و«الموسيقى العربية الأندلسية» باعتباره الأكثر ملاءمة.
ووفقا للبارون دي ارلنجر، فإن الموسيقى العربية الأندلسية، التي تستخدم اللغة العربية الفصحى في نصها الغنائي، موجودة في الجزائر، من خلال ثلاث مدارس رئيسية هي:
1. المدرسة الغرناطية التلمسانية والتي تنحدر أصلاً من مدينة غرناطة بإسبانيا.
2. مدرسة الصنعة الجزائر، وأصلها من مدينة قرطبة.
3. مدرسة المالوف وأصله في قسنطينة، ذات التأثير العثماني وتعود في جذورها إلى مدينة إشبيلية.

تقدم هذه المدارس كلها نوع الموسيقى نفسه، مع بعض الفروقات الطفيفة. ففي المدارس الثلاث توجد المقاطع نفسها والتي تعرف بموسيقى (النوبة)، وهي عبارة عن تأليف آلي وصوتي يتم وفقاً لقواعد منظمة قائمة، وبإيقاع وتنقل محدودين. والنوبة كلها مبنية على أساس ( السلم الموسيقي) المعين الذي تستمد اسمها منه.
وحسب دراسة صادرة من مدينة تلمسان، عاصمة الموسيقى الأندلسية في الجزائر ومهد عدد كبير من الفنانين في هذا النوع، هناك مدرستان قديمتان للموسيقى الأندلسية في الجزائر: الأولى في تلمسان، والثانية في قسنطينة. أما الموسيقى الأندلسية في العاصمة الجزائرية فقد ظهرت في وقت متأخر وهي من تأثير مدرسة تلمسان. وتعتبر (مدينة تلمسان) مهد موسيقى الحوزي أيضاً، وهو نوع آخر من الأنواع الموسيقية المنبثقة عن موسيقى الأندلس، وخير من يمثله هو الموسيقار والشاعر بن مسايب (القرن السابع عشر الميلادي).
الحركات المختلفة التي تتألف منها النوبة في تلمسان والتي تتسارع مع وتيرة الوقت، هي:
1. الدائرة: قطعة صوتية، إيقاع حر ينفذ في تناغم دقيق.
2. المستخبر: تقدمة دورية من الإيقاع الحر الذي يُؤدَى في تناغم.
3. التوشية: عبارة عن بند يستخدم كأداة افتتاح، وتتألف على شعبة من الزمن (الصولفاج) - سرعة الإيقاع الثنائي أو الرباعي (2/4; 4/4).
4. المصدر: قطعة صوتية وهي أهم النوبات وتُلعب على (4/4).
5. البطايحي: ثاني قطعة من حيث الأهمية، مبنية على نفس وتيرة نوبة المصدر (4/4 بطيء).
6. الدرج: قطعة صوتية تقوم على الإيقاع الثنائي ليتسارع الإيقاع أكثر من القطعتين السابقتين.
7. التوشية الانصرافية: قطعة آلية تعلن عن تسارع وحيوية، ومبنية على الإيقاع الثلاثي.
8. الانصراف: قطعة صوتية، شعبة من الزمن (الصولفاج)- سرعة الإيقاع الثلاثي (5/8).
9. خلاص: القطعة الغنائية الوحيدة، وتُدار على وتيرة في حالة تأهب ورقص (8/6).
10. كمال توشية: قطعة آلية مبنية على ايقاع ثنائي أو رباعي.

ومن الملاحظ أن هناك 24 نوبة- والتي طرحها جون روانيه- لا يوجد لها أي اثبات تاريخي. ولم يصل منها سوى خمسة عشر فقط: إثنتا عشر تامة، وثلاثة ناقصة.
وكل نوبة من النوبات الإثنتي عشرة التامة لها اسمها الخاص بها، وهي:
الديــل، الرمــل، رمـل الماية، الزيـدان، المـزموم، المجنبـة، الـرصد، رصد الديـل، الحسين، الغريب، الصيكة والماية.
أما النوبات الثلاث الأخرى غير التامة فهي: نوبات العراق، والجاركة، والموال. يتداول العزف فيها والغناء مغنون مختلفون.
أكبر الموسيقيين في هذا النمط الموسيقي هم: محمد بن التفاحي، والشيخ رضوان بن ساري، العربي بن صاري، عبد الرزاق فخارجي، محيي الدين باشطارزي، عبد الكريم دالي، دحمان بن عاشور، الشيخة طيطمة، فضيلة دزيرية، الحاج غفور، محمد خازنجي، صادق البجاوي، سيد أحمد سيري، محمد سفينجة، مولاي أحمد بن قريزي.

## النَوبة الجزائرية

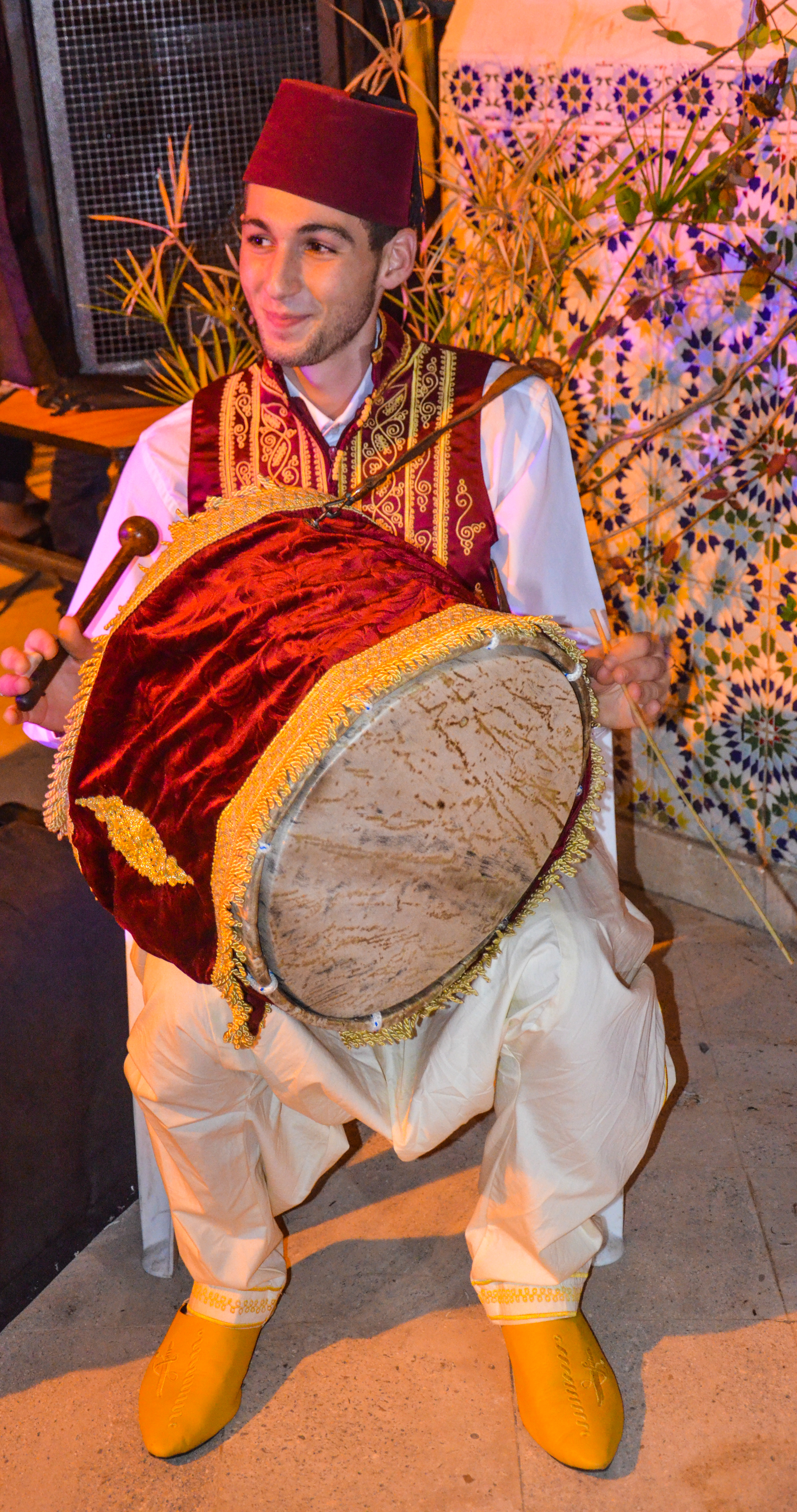
الزرنة العاصمية

وهي عبارة عن قطع موسيقية تترتب في سبع وحدات ذات مقطوعات، بعضها الحان صامتة وبعضها الحان غنائية لكلام من المرشح والزمان والوحدات السبع هي:
1. الانقلاب
2. التشوية.
3. المصدر.
4. البطايحي.
5. الدرج.
6. النصراف.
7. الخلاص.

### الحوزي

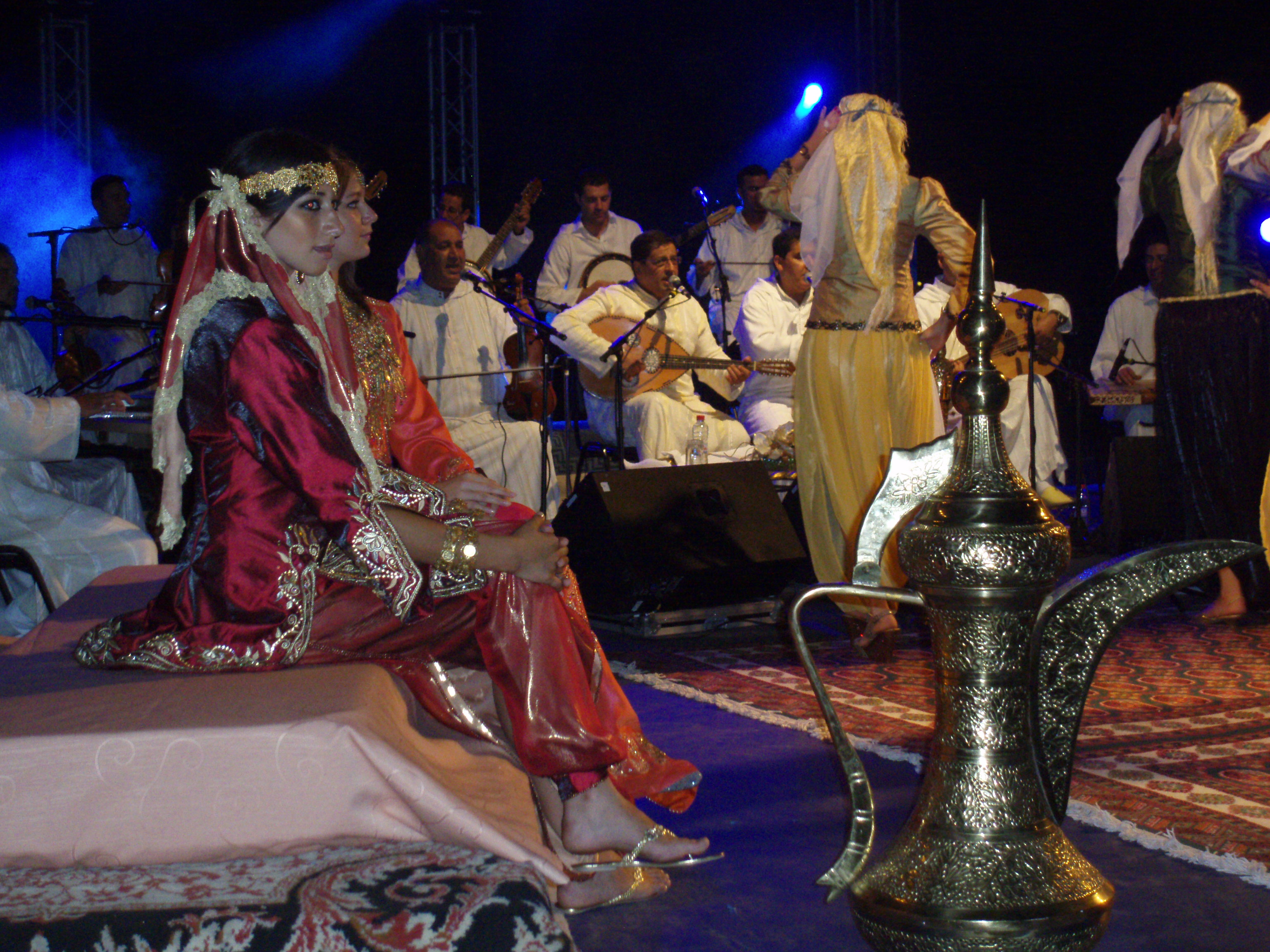
نوري كوفي في عرض غنائي

يعتبر هذا اللون من الموسيقى التلمسانية أقرب إلى الشعر منه إلى الموسيقى. وقد تعايش مع الشعر منذ القرن 18 الميلادي، إذ ظلت الموسيقى الأندلسية منغلقة على مقامات باللغة العربية الفصحى، وكان الحوزي هو الأكثر تجدداً، مستنبطا كلماته من اللهجة العامية مستلهماً الواقع المعاش، مما جعله أكثر تجددا وأوسع انتشارا، رغم نسبه إلى الموسيقى الأندلسية، خاصة مدرسة تلمسان الغرناطي. وكان هذا النوع الموسيقي يمثله الشاعر، الموسيقي بن مسايب (القرن السابع عشر)، كما يمثله أيضا بن تريكي وبن سهلة. وقد تفاعل مع موسيقى الشعبي، وهو من أنواع الموسيقى المحلية السائدة في منطقة الجزائر، والتي ظهرت في القرن العشرين

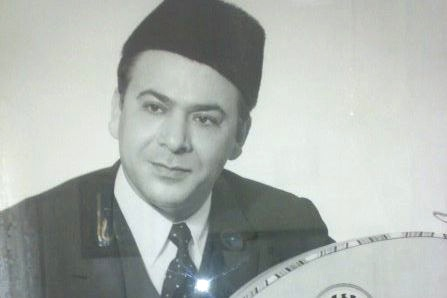
محمد الطاهر فرقاني

### المالوف الجزائري

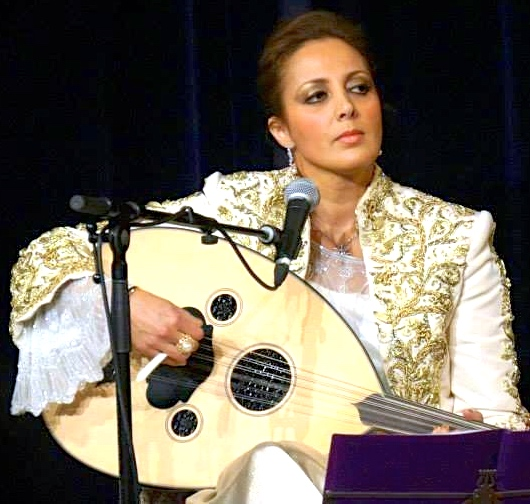
الفنانة مريم بلدي

وهو نمط من أنماط الموسيقى الأندلسية المتأثر بالثقافة العثمانية شأنه في ذلك شأن المالوف التونسي. ومن المغنيين المشهورين في هذا النمط: عبد الكريم بستانجي، قال عمر، شنوفي شقلب الصغير، عبد الرحمن قارة، باغلي محمد، طاهر فرقاني، ريموند ليريس (الشيخ ريمون)، عبد المؤمن بن طوبال، ومصطفى رملي.

### الشعبي
ظهر هذا الطابع الموسيقي في مطلع القرن العشرين. ويؤدَى باللهجة الجزائرية والقبائلية، وهو مستوحى من الموسيقى الأندلسية مع تأثير بربري (موسيقى أشويق القبائلية). ويسود منطقة الجزائر العاصمة إلى جانب مدرسة أخى المماثلة بمدينة مستغانم.
كما يعتبر اللون الموسيقي الأكثر استماعاً في المنطقة الوسطى بالجزائر. ومن أبرز رواده الحاج محمد العنقى، دحمان الحراشي، والعنقيس والزاهي.

### الراي
الراي، هو لون من ألوان الموسيقى الجزائرية يؤدَى باللهجة الجزائرية. وقد ظهر في أوائل القرن العشرين بنواحي وهران.

الأصل في كلمة الراي، raï هو اللفظ العربي «الرأي» - بالهمزة على الألف، وهو لغة «وجهة نظر» أو «الاعتقاد»، واصطلاحاً يعنى الغناء النابع من المشاعر الداخلية للإنسان، أي نابعة من رأيه وتفكيره ومزاجه.

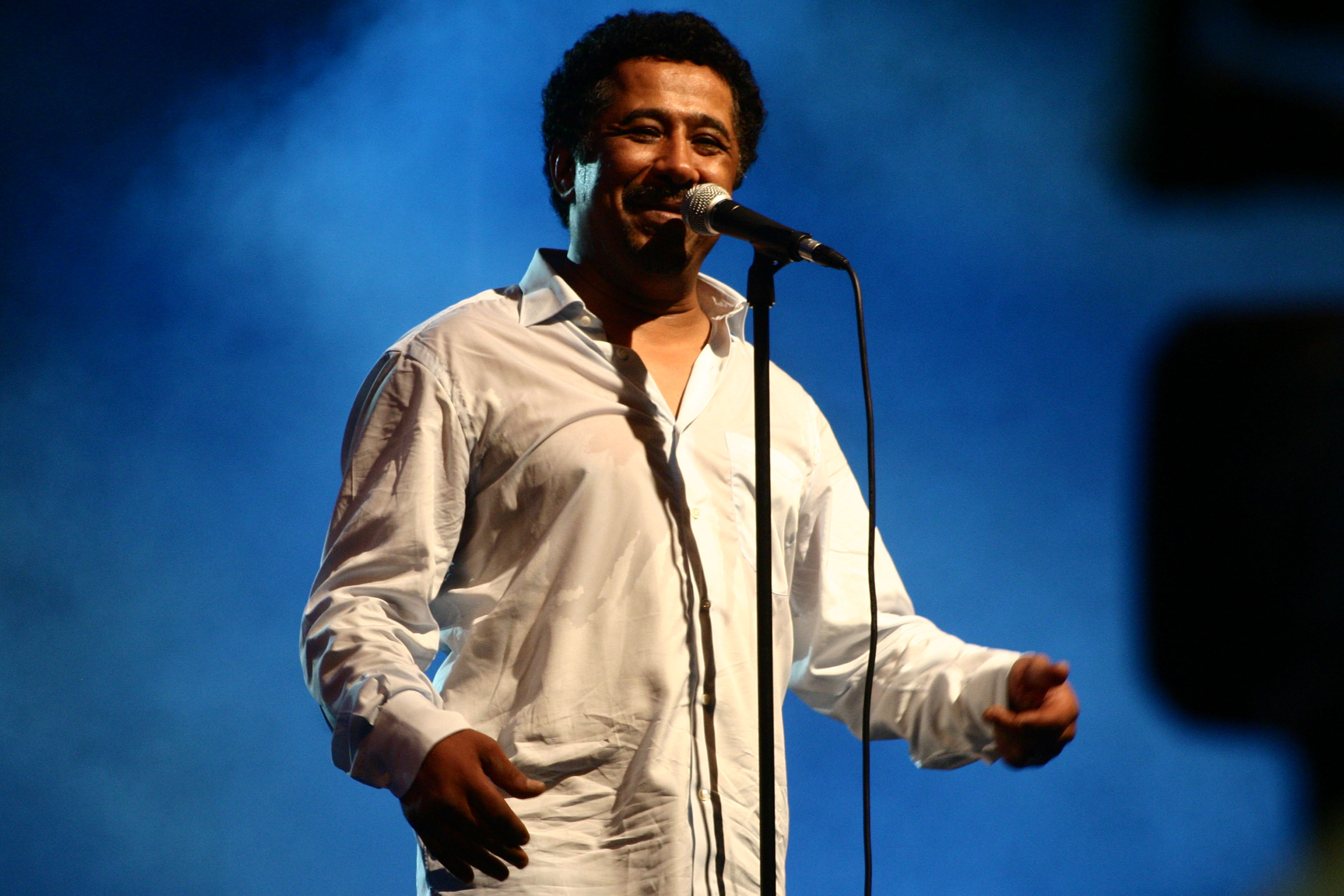
الملك شاب خالد

ويرجع في تاريخه إلى زمن الشيخ المعلم، الذي يُلقِي الشعر التقليدي الوهراني، ويتحدث عن الحكمة والمشورة في شكل قصائد
غنائية باللهجة المحلية، وهو بذلك ينصب في سياق الأغنية الشعبية، يعبر فيها المطرب عمّا يعانيه من مشاكل خاصة، ولا يوجه الإتهام إلى أحد إنما يكتفي بتوجيه أصابع الإتهام إلى الذات. وهو بالتحديد يعبر عن غيظه وتأسيه من عدم اتخاذ ما هو مناسب من أمور يمكن أن تزيل معاناته أو تخفّف منها. فيندب سوء حظه ويبكي اختياره غير الموفق، معبرا عمّا يختلج في نفسه من مشاعر وأحاسيس، وعادة ما تبدأ الأغنية: بقوله  يا رايي.. يا رايي (يا ليت رأيي.. يا ليت رأيي) أي، كان أفضل أن افعل كذا أو أقول كذا.
وظهرت موسيقى الراي لأول مرة في منطقة وهران، قبل أن تنتشر وتلقي رواجاً في بقية أرجاء الجزائر، ومن ثم تخرج إلى العالم، بعد أن خضعت للكثير من التحسينات والتغييرات، خاصة في الغرب.
تشكلت موسيقى الراي من جميع الألوان الموسيقية الموجودة في الجزائر (وخاصة الشعبي)، مع استخدام الآلات الغربية الحديثة (السانتي، القيثارة الكهربائية، والساكسوفون وغيرها).
وتطلبت هذه الموسيقى الجديدة استخدام كلمات مرنة ومستحدثة مما هو متوافر في اللهجة الجزائرية الوهرانية مع مزج لكلمات من اللغة الإنكليزية والفرنسية.
توّطَنَ هذا النوع من الموسيقى في الغرب خاصة، في فرنسا لدى الشبان المهاجرين أو من المنحدرين من أصول من شمال أفريقيا الذين يبحثون عن موسيقى تعطيهم خصوصية تميّزهم عن المجتمع الذي يعيشون فيه، قبل أن يعود هذا الفن الموسيقي مجدداً إلى الجزائر لينتشر على نطاق أوسع؛ بعدما ظل ولمدة من الزمن مهملاً من قبل السواد الأعظم من الجمهور، ووسائل الإعلام الرسمية.
وخطت موسيقى الراي خطوة عالمية واسعة من خلال التعاون مع فنانين غربيين كما حدث بين مؤلف الموسيقى الفرنسي جان-جاك غولدمان مع المطرب الجزائري الشاب خالد، والذي أسفر عن إصدار واحد من أكبر البومات الغناء على المستوى العالمي  عائشة ، أو التعاون الذي تم بين الشاب مامي والمغني ستينج، وبين مجموعة فرنسية مع المغني  رشيد طه  من  مجموعة «بطاقة الإقامة»  وتصنف أغانيه ضمن موسيقى الروك.
وقد تراجعت وتيرة الراي raï في السنوات الأخيرة وشهد إنتاج بعض المطربين تباطؤ، وجرت محاولة لتنشيط هذا النوع من الموسيقى وبعث الروح فيه مجدداُ من خلال تشجيع الجيل الجديد من المطربين الشعبيين ونقله إليهم خاصة في مصر وغيرها من بلدان الشرق الأوسط وشمال أفريقيا كما هو الحال في المغرب (انظر الموسيقى المصرية).

وظهر في الآونة الأخيرة فنانو ن أمثال الشاب نجم، الذي يعتبر أول من خلط مع الراي أنغام موسيقى الريجي الجامايكية. وفي الوقت الراهن يبدع فنانون عرب ومسلمون ولدوا في أوروبا في تطوير موسيقى الراي وتحويل ابداعاتهم الثقافية والموسيقية إلى بلدانهم الأصلية، على غرار ما يحدث لجميع أنواع موسيقى التي تنتجها الدياسبورا في الغرب.

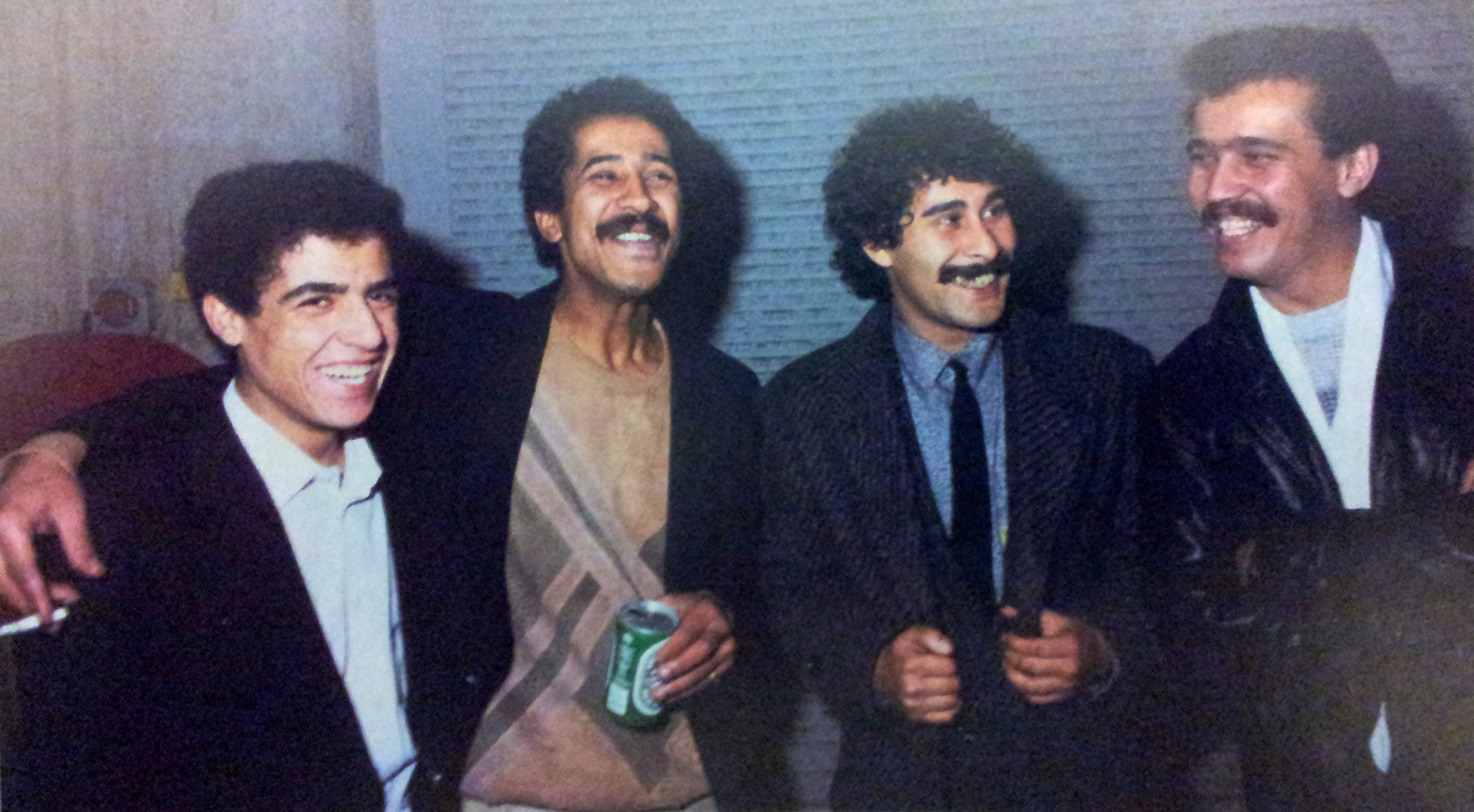
من اليمين إلى اليسار: الشاب صحراوي، الشاب حميد، الشاب خالد والشاب مامي سنة 1986 بفرنسا.

### الموسيقى البدوية

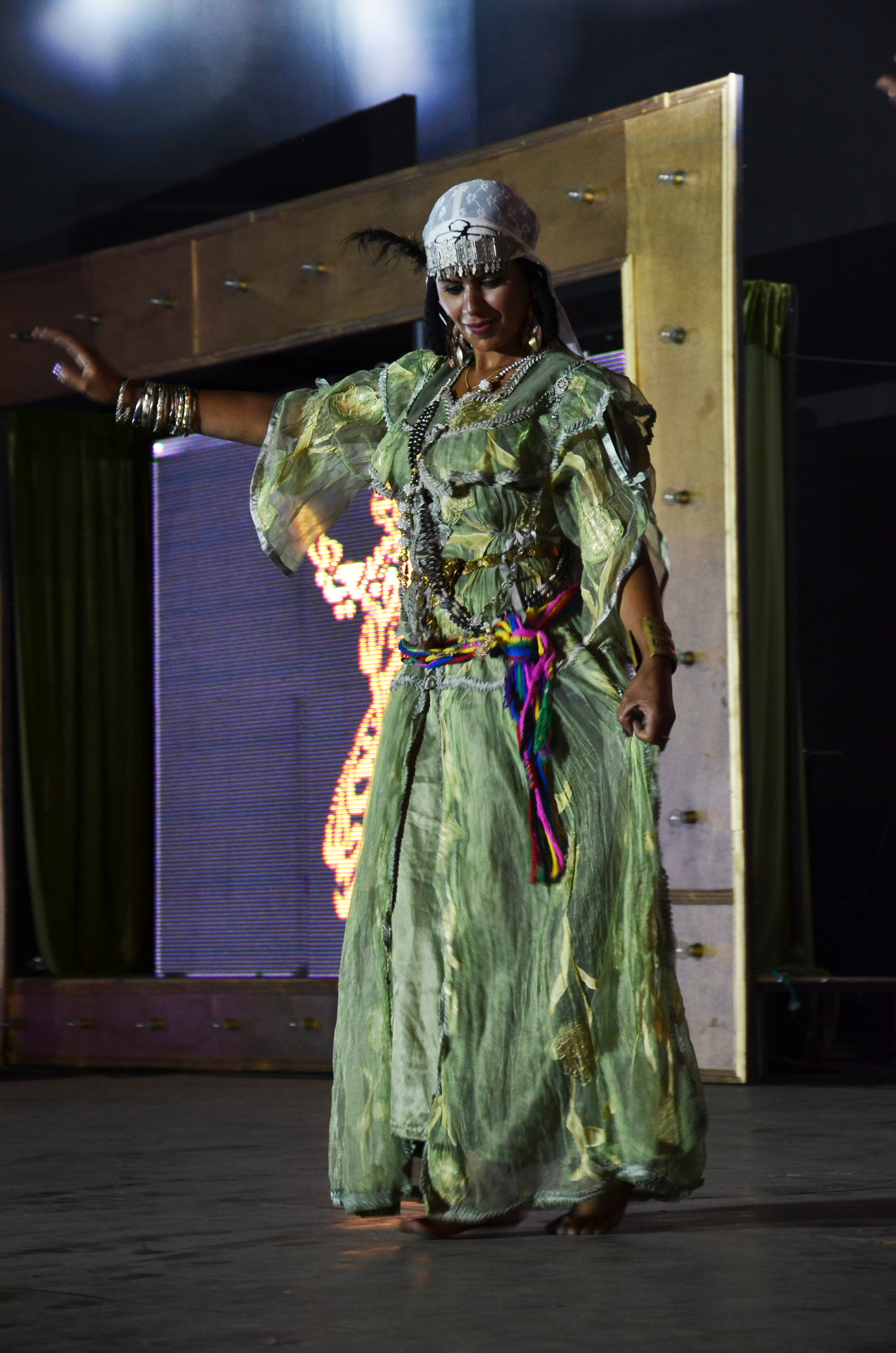
الرقص النايلي

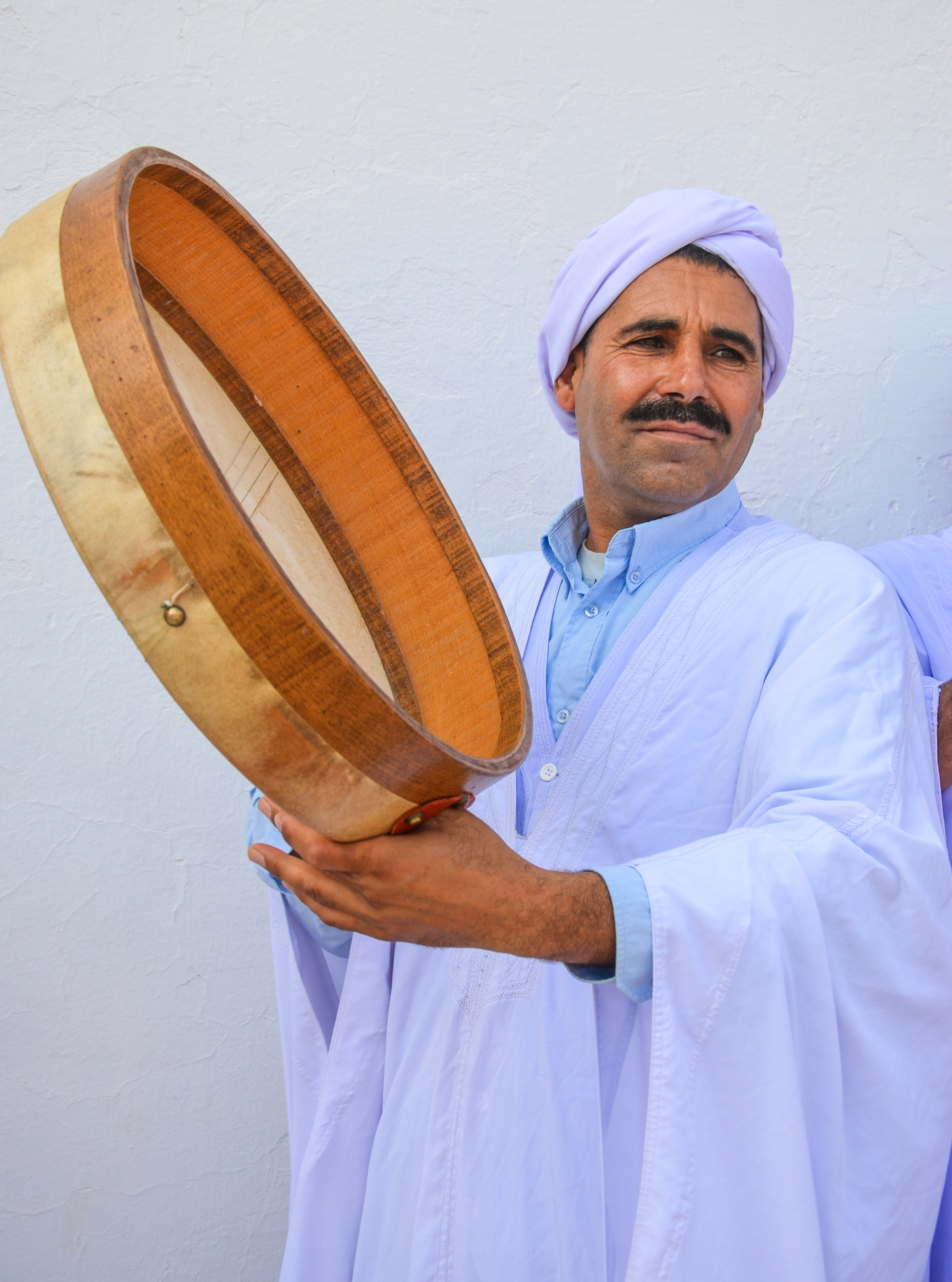
البندير النائلي

ينقسم التراث الموسيقى البدوية أو الهلالية إلى الشعبي أو فلكلوري والنايلي، ويحتل كلهم حيّزا مهمّا في التقاليد الشفوية الجزائرية التي تكونت عبر العصور وتناقلتها الأجيال جيلا عن جيل، وهو خلاصة للموسيقى الخاصة بأهل منطقة السهوب الجزائرية وجنوبها، التي استفادت من الإضافات والروافد التي نقلها الأجداد بداية من القرن الثالث عشر، وتطوّر هذا الفنّ في المناطق الحضرية. وتتميّز الموسيقى كما في سائر البلدان العربية الإسلامية - بالمدائح الدينية وإيقاعاتها وتنوّع قوالبها مثل الشعر الملحون والنائلي والسوفي
الموسيقى البدوية لها أدوار طقوسية والاجتماعية التي تنبثق من عمق المجتمع وتساهم في تنظيمه وتعمل على الحفاظ عليه وحماية تراثه، عادتا تكون قلب الممارسة الفانطازية وتستخدم ألات مثل الدف والقصبة والغايطة بتأدية وصلات موسيقية تزامنا مع قيام الفرسان بمشاويرهم.
. من أشهر مؤديها -خليفي أحمد -رابح درياسة -قدور بن عشور الزرهوني -عبد الرحمان عزيز -عبد الله مناعي -علي معاشي عبد القادر الخالدى

### الموسيقى القبائلية

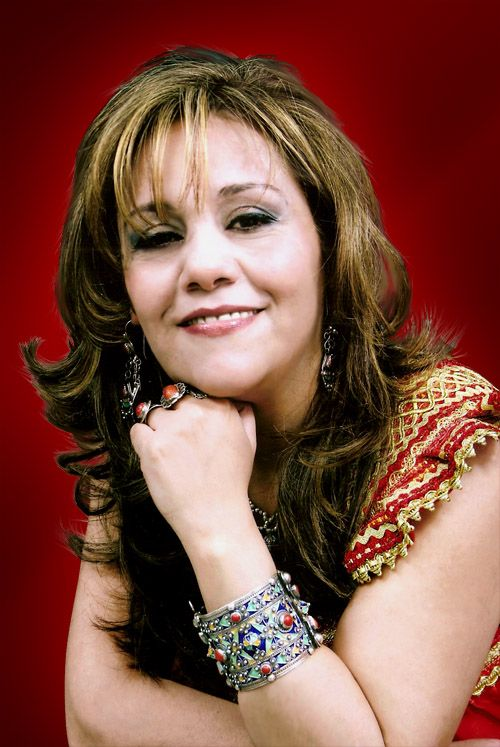
ماسة بوشافة

النمط التقليدي الموسيقي القبائلي، مستمد أساسا من موسيقى أشويق.
ففي الفترة ما بين خمسينيات وستينيات وحتى سبعينيات القرن الماضي قدم العديد من المطربين القبائليين أعمالاً
في الموسيقى في النمط الكلاسيكي ستبقى علامة فريدة في موسيقى البحر المتوسط. فكانت هناك نوارة وولتاش أرزقي في (الخمسينيات)، وشريف خدام في (الستينيات)، وابرنيس، ونور الدين شنودة، ومكسا، وحميد مجاهد، ويوغرطن وسيفاكس (السبعينيات).

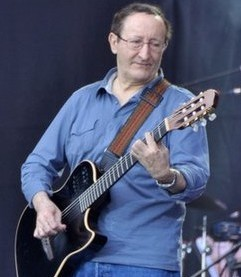
إيدير

وكانت المغنية القبايلية نوارة واحدة من رواد الموسيقى الجزائرية باللهجة القبيلية وقد أدخل الموسيقى الحديثة في بعض أغانيه.
ومن جيل السبعينيات الفنان ايدير القبائلي الذي قدم الأغنية الشهيرة ابابا ينوبا التي انتشرت في جميع أنحاء العالم.
ومن أشهر الفنانين في الموسيقى القبيلية : سليمان عاظم، خدام شريف، شيخ الحسناوي، شريفة، لوناس معطوب، لونيس ايت منقلات، ايدير، رباح أسماء، ازري إبراهيم، اقروا بوجمعة، تاكفريناس، جمال علام، بوشافة ماسا، علاوة زروقي، فريد جايا، حنيفة، سامي جزايري، آكلي يحياتن، باهية فرح، نوارة، تاوس عمروش، سداوي صلاح، جرجرة، لاني رباح، شريف حماني، خلوي لونيس، يوسف عبجاوي، عجاوي الكريم، حسيسن، اهراس حسان، رايح كامل، مولود زدك، ايمازغن ايمولا فرحات، ايزريبراهيم، موه سماعين، حميدوش عبد بوح، فريد فراقي إبراهيم ساسي

### الموسيقى السطايفية

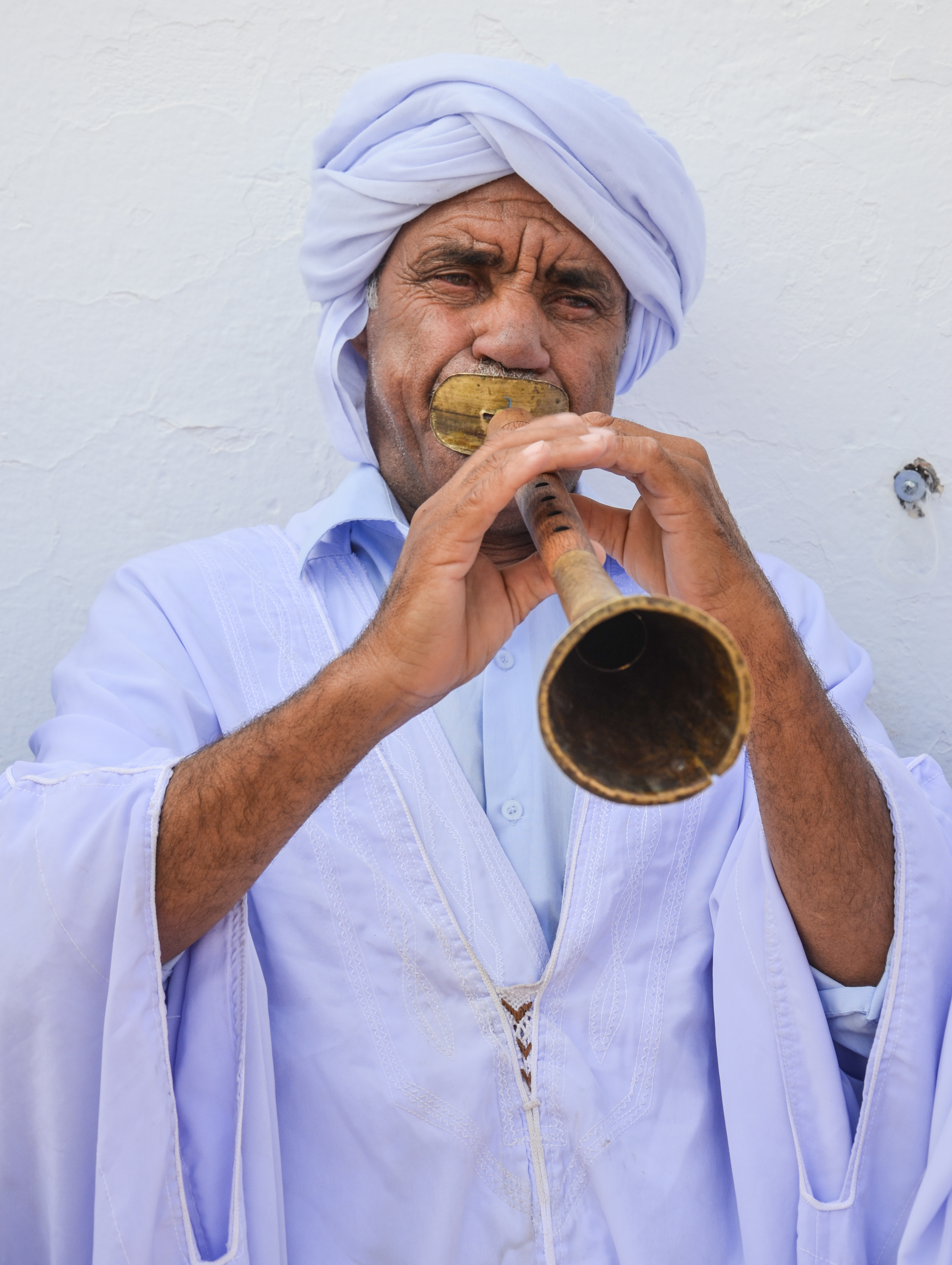
الزرنة الجزائرية

تحتل الأغنية «السطايفية» الترتيب الثاني من حيث شعبيتها في الجزائر، وذلك بعد موسيقى الراي، وتقوم على أساس ايقاعات الزنداري القسنطيني، المدعوم بآلات حديثة، وتلقى هذه الموسيقى رواجاً في حفلات الأعراس الجزائرية، ومن أبرز فناني هذا النوع من الموسيقى: سمير السطايفي، بكاكشي الخيّر، جمال، نور الدين بن تومي وغيرهم.

### الموسيقى الشاوية
يعتبر الغناء الموسيقي الشاوي في المقام الأول غناء بربري من منطقة الأوراس المعروفة بثرائها الفولكلوري المتنوع. وهو بذلك يعد من الموسيقى الجزائرية التقليدية ويؤديه كثير من المطربين الشاويين. ومن أبرز رواده الذين نجحوا في استحواذ شهرة دولية، جرموني عيسى وعلي خنشلة. ويعد أسلوب موسيقاهم فريداً من نوعه في منطقة الأوراس.

فضلاً عن ذلك تزخر المنطقة بالعديد من أنماط الموسيقى الأخرى كالموسيقى العربية الأندلسية، ومن مطربيها الشاويين سليم حلال ويوسف بوخنتاش.

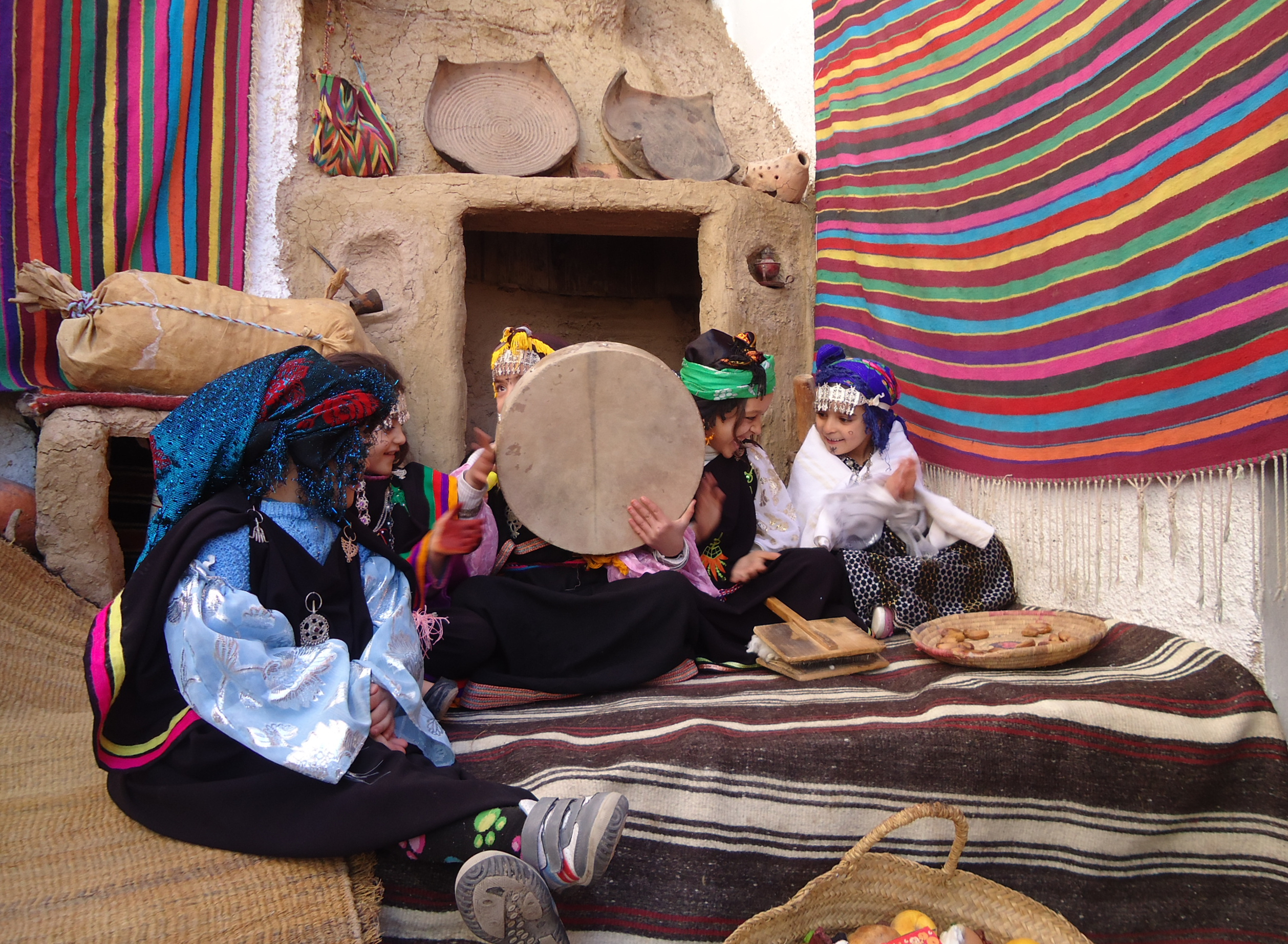
عيد تيفاسوين ف الأوراس

وللمرأة مكانها في الساحة الغنائية الشاوية، حيث بث التلفزيون الجزائري في عام 1970 م، أغنية «يا صالح» للفنانة تلجة، واعمال للفنان شحاذ حداد، فيما أصدرت المطربة حوريرة أيشي عدة البومات في فرنسا.
وثمة نوع من الموسيقى الشاوية يسود المنطقة، وهو عبارة عن مزيج من موسيقى الروك البربري، والبلوز الشعبي الشاوي والذي يؤديه المطرب سماعيل فراح وموسيقى الراي باللهجة الشاوية، والمستوحاة من الموسيقى العربية الكلاسيكية.
وتستخدم بعض الآلات الموسيقية الخاصة بالمنطقة مثل مزمار القربة ومزمار القصبة والبندير، وغيرها.
ويتكون الرقص الشاوي من مجموعة راقصين من الرجال أو النساء يتقابلون وجها لوجه ويؤدون غناء مشتركاً مصحوباً بنغمات مزمار القصبة وايقاعات البندير، وهذا الأخير موجود في أغاني الأوراس كلها تقريباً.

### موسيقى الترقية وموسيقى القناوة (ديوان)

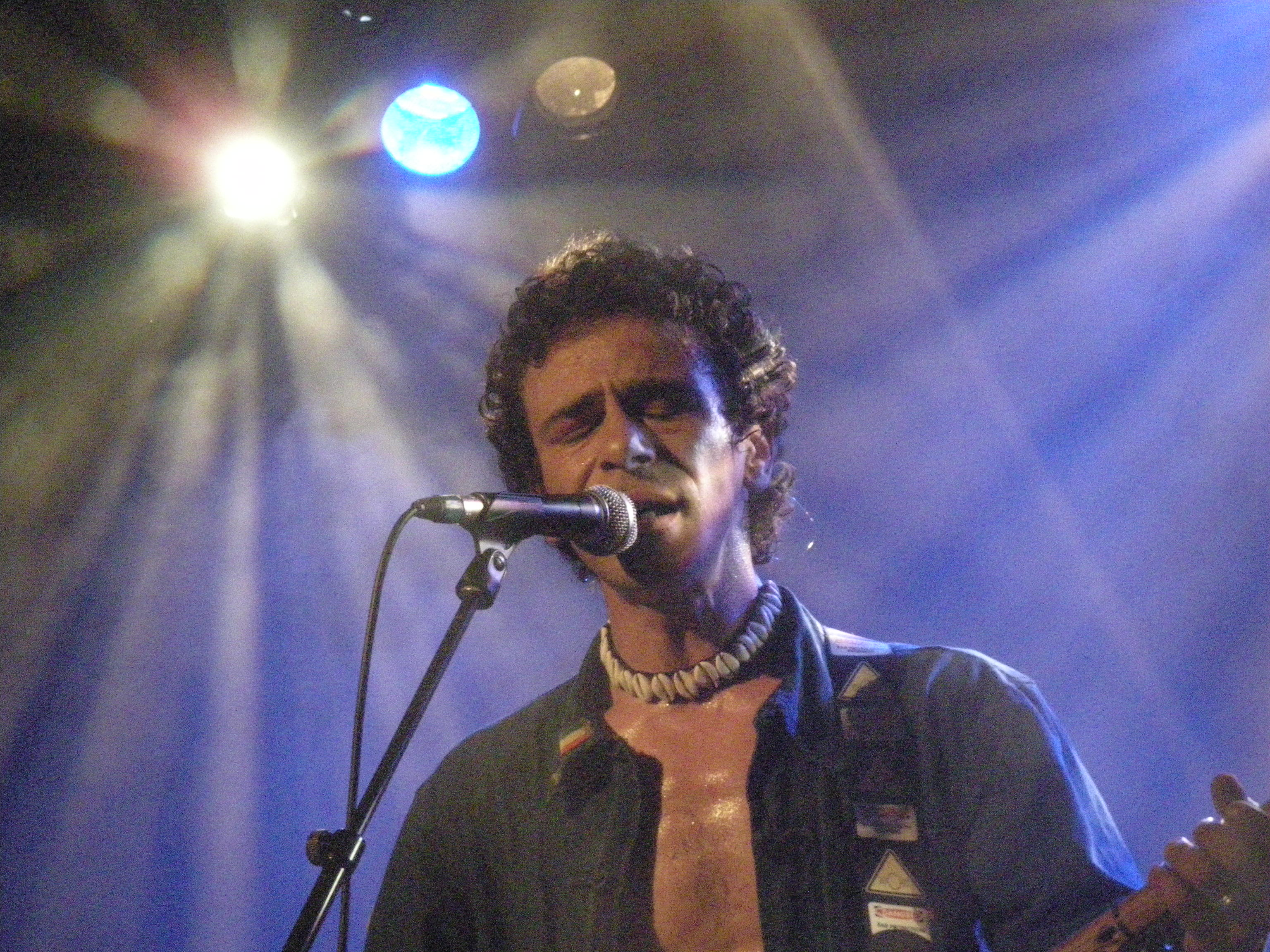
مازيغ كاتب فرقة قناوة ديفيزيون

ترقية tergui هو نمط تقليدي للتعبير الموسيقى في جنوب الجزائر إلى جانب اللهجة الجزائرية العربية. وهو من الموسيقى القديمة المستوردة من أفريقيا إلى المغرب من قبل السلالات الحاكمة في المغرب العربي؛ وتتأثر موسيقى الترقية، ضمن أمور أخرى، بالتندي Tindé (وهو أسلوب موسيقي يستخدم في أقصى جنوب الجزائر)، وموسيقى تميمون Timimoun المعروفة بمنطقة قورارة، الواحة الحمراء، وأهليل.
موسيقى قناوة الجزائر ية وهي في الواقع تعرف باسم موسيقى ديوان قناوة - مصطلح الديوان هو لفظ عربي في الأصل، اشتهرت به موسيقى قناوة المغربية دولياً.

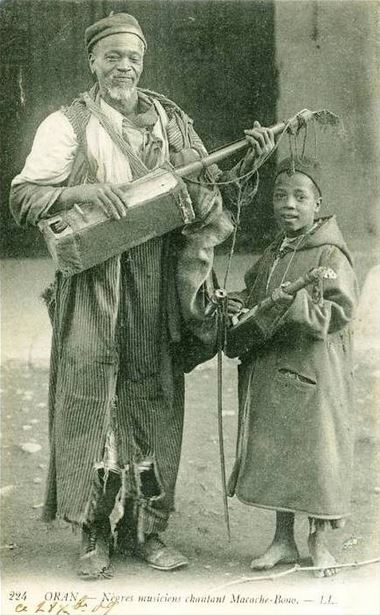
شيخ مع طفل حاملان آلة القمبري

وغالباً ما يستخدم لفظ موسيقى الديواني للدلالة على الموسيقى القناوية ويوجد هذا النوع من الموسيقى، إلى جانب الجزائر، في كل من تونس ومصر (وربما أيضا في ليبيا) وذلك تحت اسم خاص يعرف به في بلد أو آخر.
ولموسيقى الديواني الجزائرية ما يشابهها في أفريقيا جنوب الصحراء الكبرى حيث تُمارس في بعض الطقوس الروحانية، وتتحدد شهرتها شأنها في ذلك شأن موسيقى قناوة في كل من المغرب وتونس وليبيا ومصر بحجم الشريحة السكانية التي تمارسها. وعلى أية حال فإن الموسيقى القناوية في هذه البلدان كلها أو المناطق، ليست لها نفس القوة أو التأثير على الساحة الثقافية في تلك البلدان والمناطق. فتأثيرها الثقافي يتفاوت من يلد لآخر من حيث قوته.
في عام 2006 م، أعلنت السلطات الثقافية الجزائرية عما يمكن تسميته بـ «جزئرة algériennité» هذا النوع من الموسيقى ضمن مشروع بناء الأمة، أي إعطائه صبغة وطنية جزائرية خالصة، وذلك في محاولة منها لتكرار النجاح الذي لقيته موسيقى القناوي في المغرب. وتم تنظيم فعاليات على مدى عامين، على غرار مهرجان موسيقى قناوة في مدينة الصويرة بالمغرب.

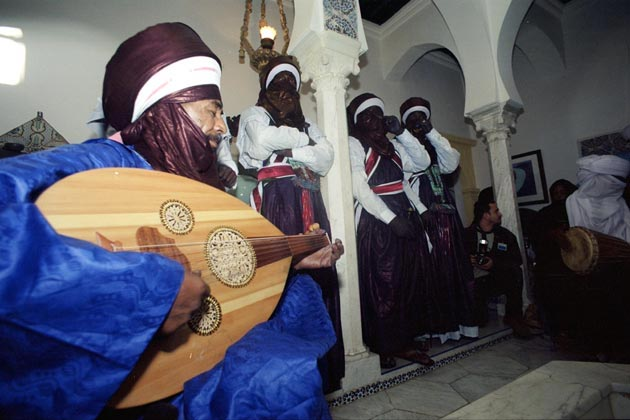
عثمان بالي مغني تارقي

أسوة بغيرها من مختلف البلدان المغاربية، فإن موسيقى الديواني بالجزائر في حاجة - وعلى الصعيد الوطني - إلى إعادة نظر في مسار رحلتها الطويلة التي قطعتها عبر الصحراء، سعياً إلى إيجاد خصوصيتها التي يمكن العمل على إثرائها وتعزيز وجودها.قبول وجود هذا النوع من الموسيقى ينطوي على اعتراف بالثقافة الأفريقية، وظاهرة الرق التي حدثت في الماضي مع جميع ما تحيط به من أمور تعتبر من المحرمات التي لا يمكن الخوض فيها.
ومن أشهر الفنانين في هذه الموسيقى: عثمان بالي، خنساء جريدة (ديواني)، بشارية (بسكرة)، جدعة (ديواني)بشار، وزياد كريم.

### الموسيقى الجزائرية في الوقت الحالي
منذ أوائل سبعينيات القرن الماضي أخذت الموسيقى الجزائرية تخطو خطوات مقدّرة في التطوّر والتنوّع بسبب اتصالها وتفاعلها مع الثقافات الأخرى، وبشكل خاص الثقافتين الغربية والشرقية. فنانون أمثال تشارلز أزنافور، أم كلثوم، فريد الأطرش، جيمي هندريكس، البيتلز، مايكل جاكسون ومادونا، قد أثروا على كثير من الفنانين الجزائريين الذين وقعوا تحت ضغوط مكثفة لتبني أنماط مختلفة من الموسيقى الغربية والشرقية تتكيف مع الثقافة الجزائرية. وبهذه الطريقة ظهرت عروضاً جزائرية متنوعة الاتجاهات (شرقاً وغرباً)، من الروك إلى الراب أو الريجي.
ولقى الفنانون الجزائريون في بلدان الدياسبورا خاصة في أوروبا نجاحاً: إدرير، وجرجورة، وسعاد ماسي، موسيقى النصر الذي أصدر ألبوم في عام 2006 وللمرة الثالثة.

#### الموسيقى الشرقية
تأثرت الموسيقى الجزائرية بأنماط الموسيقى الشرقية في إطار مختلف الأساليب عن الموسيقى الشعبية.

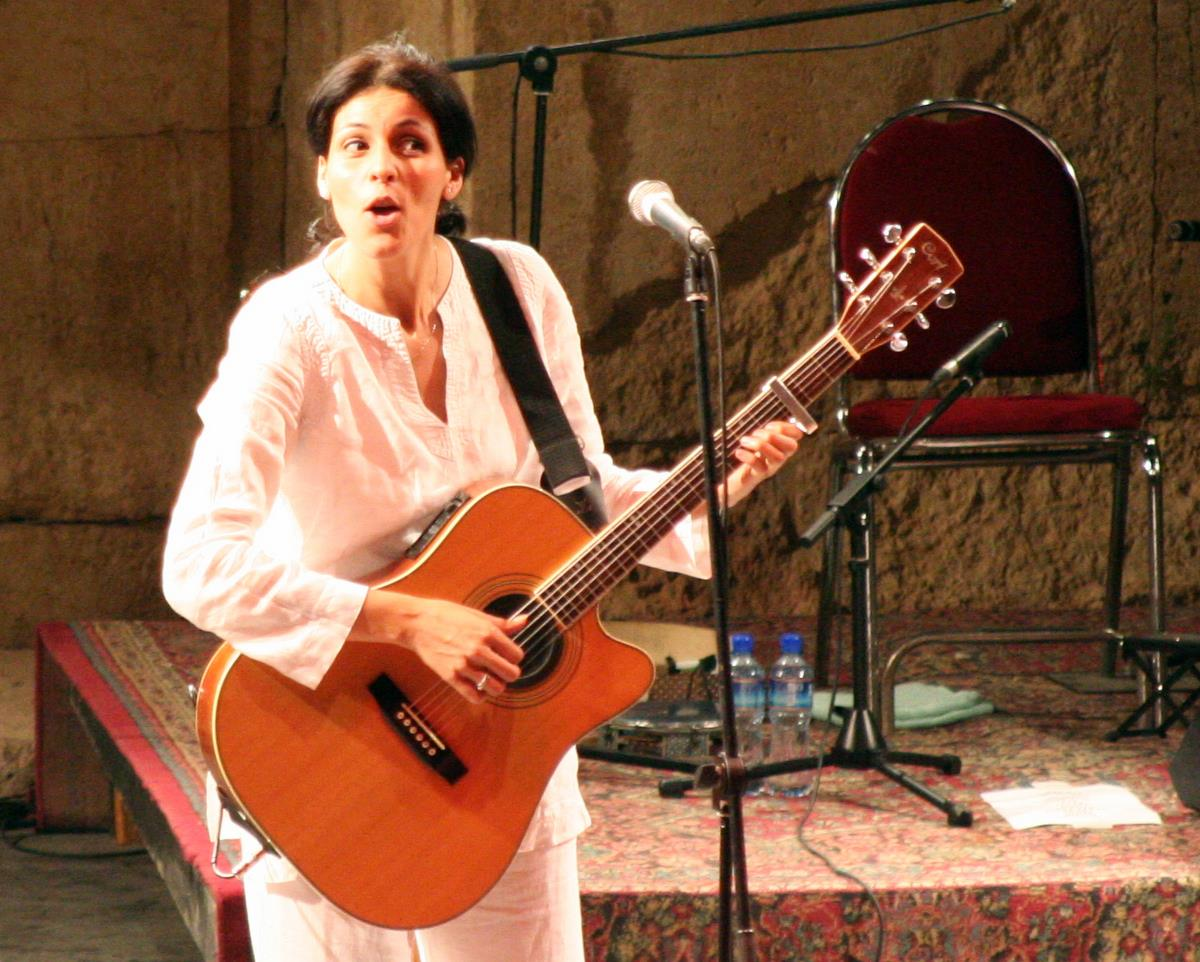
سعاد ماسي

#### أنماط الموسيقى الغربية
كما تأثرت الموسيقى الجزائرية الحديثة بأنماط ومدارس موسيقى الغرب بدءا بموسيقى الجاز والبلوز، ومروراً بموسيقى البوب والريجي وانتهاء بالراب.
ومن الأعمال الرئيسية في هذه الأنماط الموسيقية: باعزيز، طريانة، حسين السنعمي، محمد رضا الجزائر، جيمي حيد، حميدو سعاد ماسي.

#### الجاز الجزائري
الأعمال الرئيسية: فرق، أمينو س، عز الدين طبيبل، زاهي عمار، عازف باس، سي نوج

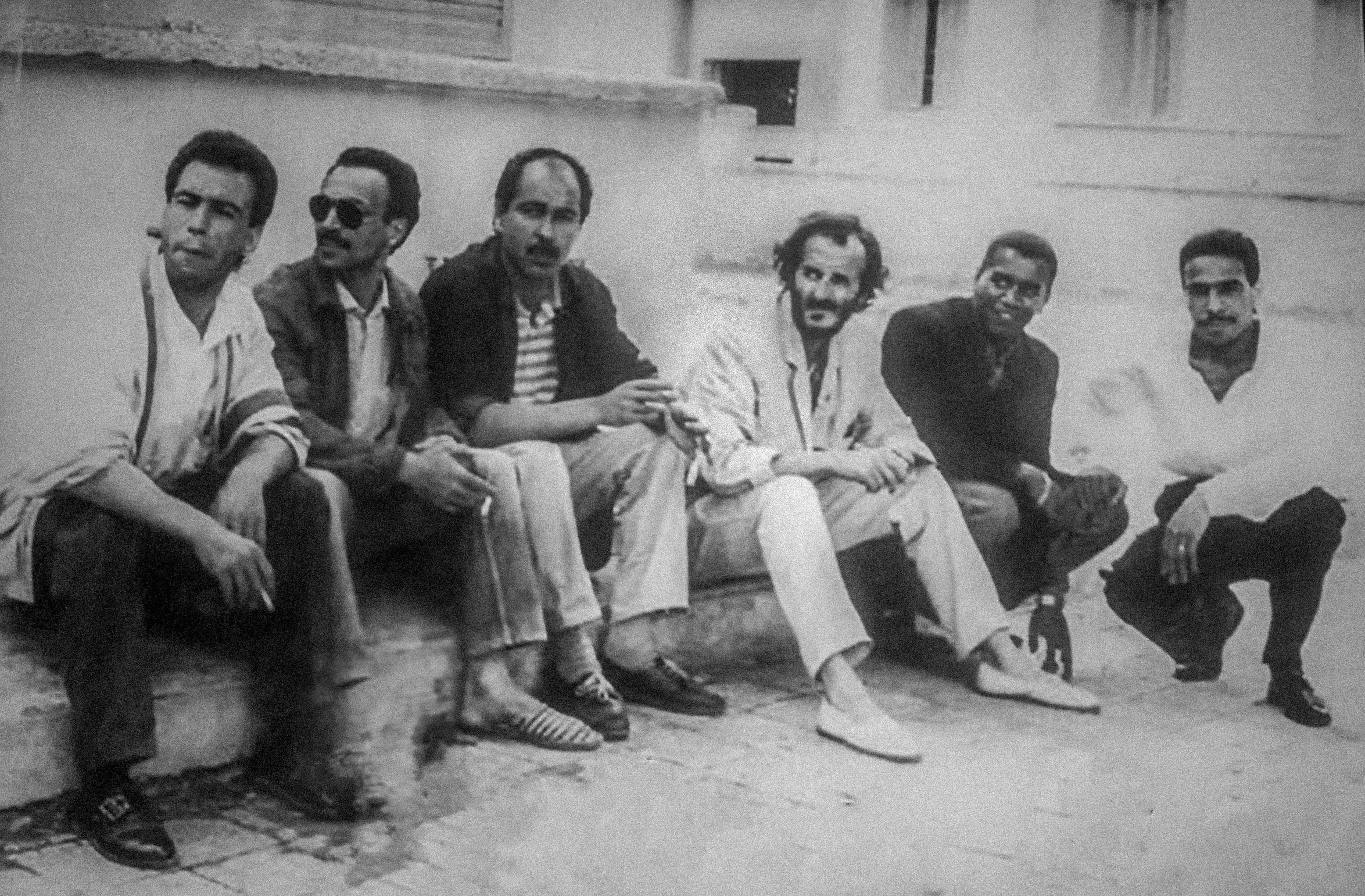
راي نا راي

#### الروك الجزائري
تأثرت الموسيقى الجزائرية بموسيقى ذا رولينغ ستونز وبينك فلويد، وكذلك جوني هاليداي، وظهرت موسيقى الروك في الجزائر في أواخر سبعينيات القرن الماضي.
ومن رواد موسيقى الروك الجزائرية فريق ت-34 (T34) الذي سرعان ما لاقى نجاحا كبيرا، وسمي بذلك الاسم لأنه كان يؤدي موسيقاها في 34 غرفة من غرف الهاتف بمبنى المدينة الجامعية في الجزائر، ومن أبرز نجومه (بن عكنون.
واستلهمت موسيقى الروك فنانين آخرين مثل، موح كغ - 2 (Moh kg2)، أو أويحيد جيمي الذي أضاف إلى موسيقاه مزايا موسيقى البلوز والريجي. وكذلك الحال بالنسبة للجامعات الجزائرية التي لا تزال تكشف عن فرق جديدة لموسيقى ا لروك الجزائرية. وفي منتصف تسعينيات القرن الماضي بدأ يظهر في الجزائر المزيد من فرق موسيقى الروك الصاخب مثل فريق لثام.

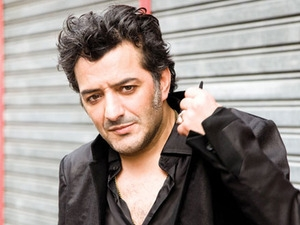
رشيد طه

ومن الفرق الرئيسية لموسيقى الروك آند رول في الجزائر: أبرانيس، شيخ سيدي بيمول، حميد بارودي، دي زائير، كمبرهينسيف، جمال العروسي، أوحيد جيمي، لثام، صوت حسن، موح كغ- 2، وفريق تي 34.
وعرفت موسيقى الروك الجزائرية منذ التسعينات كيفية عبور الأثير الجزائري، بعد أن أصبح بإمكان وسائل الاعلام أن تبث أعمال الكثيرين من فناني موسيقى الروك، ناهيك عن تلك التي تتولى إنتاج أعمال الروك الموسيقية.

##### الريجي الجزائري
موسيقى الريجي الجامايكية الأصل الحافلة بالتعبير الموسيقي عن الأحاسيس بالجمال، ونقل رسالة سلام وحب وتسامح تركت هي أيضاً بصماتها على التراث الموسيقي الجزائري منذ أواخر ثمانينات القرن الماضي حيث تأثرت بها فرق غنائية جزائرية وتابعت التطور الحاصل فيها بظهور الراغا دانسهال الراقصة عالمياً. ومن أبرز المؤدين لها، راستو، وجيمي واجيد، وبعض فناني موسيقى الراي كالشاب خالد والشاب مامي. وهناك فنانون آخرون برزوا في تقديم هذا النوع من الموسيقى في الجزائر وحصروا آدائهم الموسيقي على هذا الطابع، كالفنان كاتب أمازيغ يوس، عضو فرقة انتيك السابق، والفنانون جميل غولي، وزكي إس بي، وهاراج ام سي، وزادك من فرقة ديمقراتوز، وغرب سايد فاملي، ورفيق غانجا، وراستا كيلر ام سي، وإسكوربيون وغيرهم.

#### الراب الجزائري
وصلت موسيقى الراب إلى الجزائر في ثمانينيات القرن الماضي وبالتحديد في عام 1985 م وبدأت انطلاقها في أواخر تسعينيات القرن الماضي وتتميز باعتمادها الأسلوب الأمريكي والفرنسي.
وكان أول من قام بتسجيل هذا النوع من الموسيقى في الجزائر هو حميدو في أغنية جو، ليلة الحديد وهي عبارة عن موسيقى راب جزائري مع قليل من التأثير الأمريكي، وكان من شأنها أن فتحت المجال أمام العديد من الفرق الموسيقية التي تأسست في الجزائر في أواخر ثمانينيات القرن الماضي، بما في ذلك فرقتي هامر وانتيك، إلا أن انعدام الثقة وحدة الرقابة عرقلا جهود الناشرين في توزيعها.
خطت موسيقى الراب الجزائرية خطوات جبارة إلى الأمام في أواخر تسعينيات القرن الماضي، عندما بثت شركة الإذاعة والتلفزة الجزائرية الوطنية ENTV، بعض الأعمال التي تدل على ظهور موسيقى الراب، بالإضافة إلى ظهور العديد من الفنانين، خاصة في منطقة وهران.
نُشرت أول مجموعة لموسيقى الراب الجزائرية في فرنسا تحت عنوان الجيراب Algerap، وتم تصدير مجموعتين إلى الخارج خلال عام 1999 م، وهما إم.بي.سي MBS وإنتيك Intik، ولكنهما لم يحققا نجاحاً يذكر بسبب عدم تفاعل الجمهور معهما، لأنهما كانتا تتضمنان نصوصاً غير مرغوب فيها بالجزائر.
ومن فناني موسيقى الراب في الجزائر لطفي دوبل كانو، فوزي اتونتا، وإبراهيم مجاهد، وحكيمو، وفريق أقرا فريند.
وتماماً كموسيقى الروك، فإن موسيقى الراب الجزائرية تكاد تكون غائبة فيما يمكن وصفه «بالموسيقى الرسمية» في الجزائر، بحيث لا تبّث في وسائل الإعلام إلا بالكاد.

## آلات موسيقية
النفخية : 
- ناي

 كوردس : 
- المندولين
- العود
- رباب

الايقاعية : 
- الدربوكة
- البندير
- الدف
- ريق

## وصلات خارجية
- موقع للاستماع إلى الموسيقى الجزائرية